# Minotaurasaurus

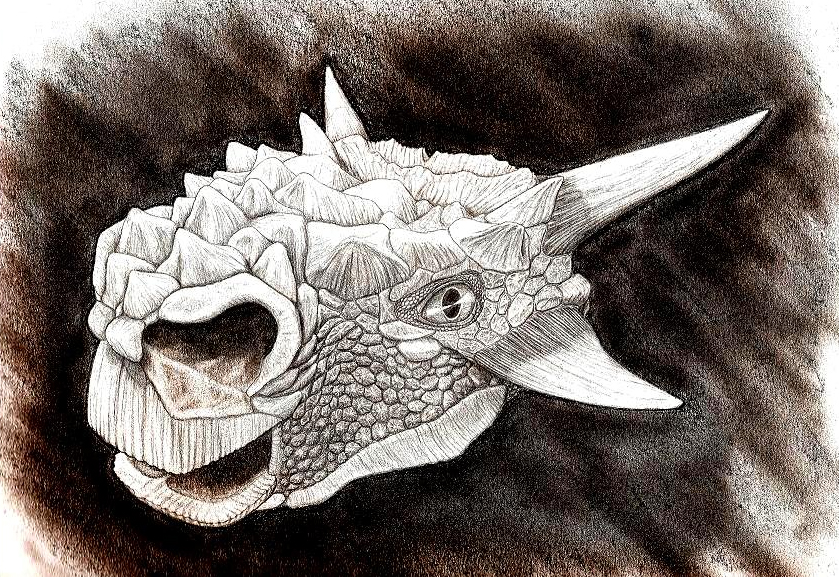
Phục dựng đầu Minotaurasaurus

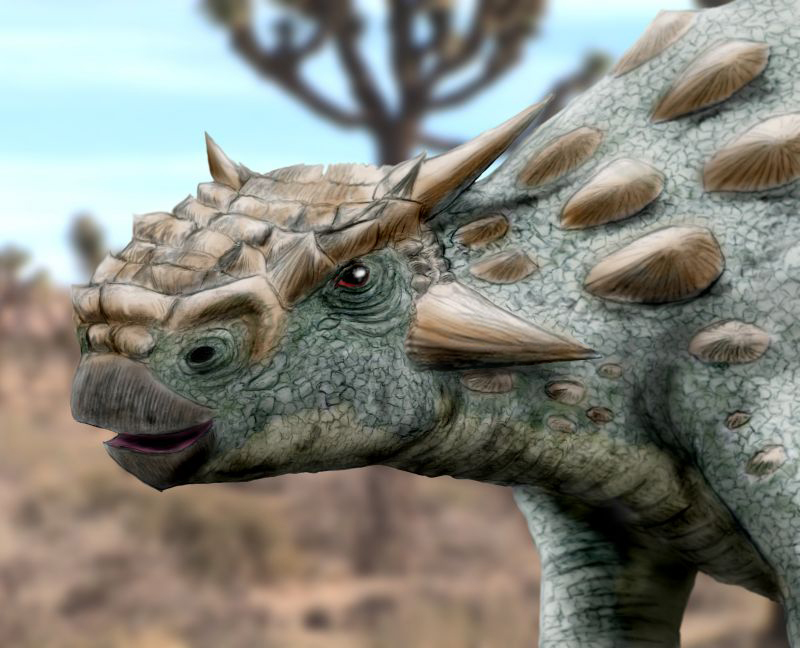
Phục dựng

Minotaurasaurus là một chi khủng long Ankylosauridae sống vào cuối kỷ Creta. Nó được đặt tên trong năm 2009 bởi Clifford A. Miles và Clark J. Miles và gồm một loài duy nhất là Minotaurasaurus ramachandrani. Nó chỉ được biết đến từ một hộp sọ hoàn chỉnh không rõ nguồn gốc, nhưng có lẽ thu thập từ sa mạc Gobi. Nó có một cái đầu giống bò tót đặc biệt và hộp sọ nguyên thủy, nó có các đặc tính điển hình của một Ankylosauridae.